# Paolo Santarelli
Paolo Santarelli (Marino, 22 giugno 1954) è un dirigente sportivo, allenatore di calcio ed ex calciatore italiano, di ruolo attaccante.

## Carriera

### Giocatore
Nella stagione 1974-1975 esordisce a livello professionistico con la maglia del Frosinone, mettendo a segno 2 gol in 27 presenze in Serie C; la squadra ciociara chiude il campionato con una retrocessione in Serie D, categoria in cui Santarelli nella stagione 1975-1976 realizza 15 gol. Viene riconfermato anche per la 1976-1977, nella quale segna altri 20 gol in 37 presenze nel massimo campionato dilettantistico. Gioca in Serie D anche nella stagione 1977-1978, con la maglia della Sangiovannese; con i suoi 17 gol contribuisce al quarto posto in classifica (con conseguente promozione nel nascente campionato Serie C2) della squadra toscana, dove milita anche nella stagione 1978-1979, mettendo a segno 12 gol in 27 partite disputate in Serie C2.
Nell'estate del 1979 viene acquistato dal Messina, con cui nella stagione 1979-1980 totalizza 14 presenze e 4 gol, sempre in Serie C2; viene riconfermato anche per la stagione 1980-1981, nella quale dopo aver segnato un gol in 4 presenze nel campionato di quarta serie viene ceduto a stagione in corso al Frosinone, dove gioca 24 partite senza mai segnare in Serie D, contribuendo alla promozione della squadra laziale in Serie C2. Nel successivo campionato segna 6 gol in 25 presenze, venendo riconfermato in rosa anche per la stagione 1982-1983, la sua ultima in carriera con i Canarini, nella quale segna 8 gol in 26 presenze, arrivando così in totale a quota 167 presenze e 64 gol con la maglia del Frosinone, grazie ai quali è rispettivamente il decimo giocatore con più presenze e quello con più gol segnati in partite ufficiali nella storia della società. In seguito ha vestito anche le maglie di Latina (13 gol in Interregionale nella stagione 1984-1985) e Baracca Lugo (7 gol in Interregionale nella stagione 1987-1988 e 3 gol in 15 presenze nella stagione 1988-1989, chiusa con la vittoria del campionato e la promozione in Serie C2).

### Allenatore
Dal 2007 al 2009 ha allenato nelle giovanili del Frosinone. Dal 2009 al 2013 ha allenato gli Esordienti (e nella stagione 2010-2011 anche i Pulcini) della Voluntas Spoleto, ricoprendo nel frattempo anche la carica di responsabile del settore giovanile biancorosso; nella stagione 2013-2014 ha allenato gli Esordienti del Ducato Spoleto, chiudendo il campionato con la vittoria del girone provinciale nel quale la squadra era inserita. Nella stagione 2014-2015 allena i Giovanissimi Regionali del Ducato Calcio, mentre nella stagione 2015-2016 allena i Giovanissimi dei laziali del Ceccano. Nel 2022 è alla guida del Morolo, già allenato  per un breve periodo nel 2021.

## Palmarès

### Club

#### Competizioni nazionali
- Campionato Interregionale: 1

Baracca Lugo: 1988-1989